# NGC 2477
NGC 2477 (noto anche come C 71) è un brillante ammasso aperto appartenente alla costellazione della Poppa.

## Osservazione

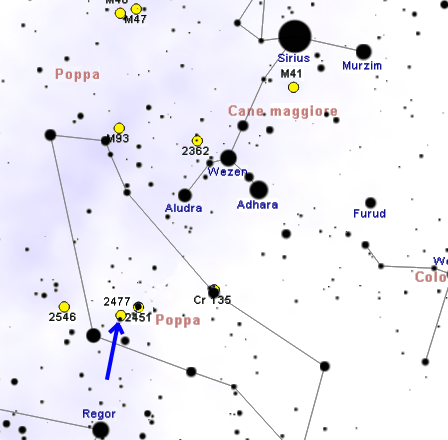
Mappa per individuare NGC 2477.

In cielo lo si individua senza difficoltà, partendo dalla stella ζ Puppis e salendo due gradi a nord-ovest fino alla stella c Puppis, di quarta magnitudine; l'ammasso è visibile proprio nelle sue immediate vicinanze, e forma una bella coppia col vicino ammasso NGC 2451, più luminoso ma meno ricco e di cui quest'ultima stella fa parte. Si tratta di un oggetto molto compatto, dall'aspetto più simile ad un brillante ammasso globulare, se non fosse che si tratta di un oggetto interno alla Via Lattea. Un binocolo non consente di andare oltre la semplice individuazione, e l'oggetto rimane nebuloso; un telescopio di 200 mm di diametro è lo strumento ideale per osservare NGC 2477, perché è in grado di risolverlo in stelle. Le componenti più luminose sono di magnitudine 10.
La declinazione moderatamente australe di quest'ammasso favorisce notevolmente gli osservatori dell'emisfero sud, sebbene si presenti circumpolare solo a partire da latitudini molto elevate; dall'emisfero boreale la sua osservazione risulta penalizzata in particolare alle elevate latitudini, mentre nella zona prossima al circolo polare non è mai osservabile. Il periodo migliore per la sua osservazione nel cielo serale è quello compreso fra dicembre e aprile.

## Storia delle osservazioni
Il primo a notare NGC 2477 fu l'abate Nicholas Louis de Lacaille, che lo osservò nel 1751 durante la sua permanenza a Città del Capo, in Sudafrica; egli lo definì come una "nebulosa senza stelle" nella sua opera del 1755. Il primo a risolverlo in stelle fu James Dunlop, che nel 1827 ne descrisse l'aspetto apparentemente nebuloso e la sua quasi completa risoluzione.

## Caratteristiche
NGC 2477 è un ammasso ricco e luminoso, consistente di una nutrita popolazione di stelle; la sua distanza è stimata attorno ai 1222 parsec (circa 4000 anni luce) ed è quindi situato probabilmente in corrispondenza di un segmento del Braccio di Orione diretto verso l'esterno e forse intersecante il Braccio di Perseo, in un tratto che presenta segni di disgregazione a causa della sua terminazione.
Si tratta di uno degli ammassi aperti più ricchi che si conoscano; secondo alcune stime l'ammasso avrebbe oltre 1900 componenti, concentrate in uno spazio dal diametro di 22 anni luce; poiché però l'oggetto giace in un tratto di Via Lattea ricchissimo di stelle di fondo, è difficile stabilire con esattezza quali stelle siano membri effettivi dell'ammasso e quali no. Le componenti più brillanti sono di dodicesima magnitudine apparente e possiedono un tasso di metallicità simile a quello del nostro Sole; le sue stelle avrebbero un'età di circa 1,3 miliardi di anni, il che renderebbe l'ammasso due volte più vecchio delle Iadi.

### Libri
- (EN) Stephen James O'Meara, Deep Sky Companions: The Caldwell Objects, Cambridge University Press, 2003, ISBN 0-521-55332-6.

### Carte celesti
- Tirion, Rappaport, Lovi, Uranometria 2000.0 - Volume II - The Southern Hemisphere to +6°, Richmond, Virginia, USA, Willmann-Bell, inc., 1987, ISBN 0-943396-15-8.
- Tirion, Sinnott, Sky Atlas 2000.0 - Second Edition, Cambridge, USA, Cambridge University Press, 1998, ISBN 0-933346-90-5.
- Tirion, The Cambridge Star Atlas 2000.0, 3ª ed., Cambridge, USA, Cambridge University Press, 2001, ISBN 0-521-80084-6.